# Марсіанські хроніки
«Марсіанські хроніки» — цикл пов'язаних фантастичних оповідань Рея Бредбері, які висвітлюють майбутню колонізацію Марса людьми, що прилетіли зі спустошеної Землі, а також боротьбу марсіанських аборигенів з колоністами. Видана у 1950 році.
Зміст книги — дещо середнє між збіркою коротких оповідань та епізодичних новел, включаючи вперше опубліковані у літературних журналах у другій половині 1940-х років оповідання Рея Бредбері. Оповідання були безсистемно об'єднані для публікації. До числа творів, що вплинули на структуру «Марсіанських хронік», Рей Бредбері вказує «Грона гніву» Джона Стейнбека, а також «Вайнсбурґ, Огайо» Шервуда Андерсона. Він назвав цей твір «кузеном роману» або «збіркою оповідань, яка вдає, ніби вона — роман». Насправді «Марсіанські хроніки» близькі за своєю структурою до збірки оповідань Бредбері «Ілюстрована людина», в якій також використовується рамкова композиція, щоб об'єднати зовні несхожі оповідання разом.

## Сюжет
Роман «Марсіанські хроніки» в літописній формі описує історію колонізації людьми Марса, протистояння аборигенів «непроханим гостям», а також оповідає про початок і наслідки Третьої світової війни на Землі.

## Зміст

### Січень 1999. Ракетне літо
(January 1999/2030. Rocket Summer)
Вперше опубліковано в журналі Planet Stories, весна 1947.

### Лютий 1999. Ілла
(February 1999/2030. Ylla)
Вперше опубліковано під назвою «I'll Not Ask for Wine» у журналі Maclean's, 1 січня 1950.

### Серпень 1999. Літня ніч
(August 1999/2030. The Summer Night)
Вперше опубліковано під назвою «The Spring Night» у журналі The Arkham Sampler, зима 1948.

### Серпень 1999. Гості з Землі
(August 1999/2030. The Earth Men)
Вперше опубліковано в журналі Thrilling Wonder Stories, серпень 1948.

### Березень 2000. Платник податків
(March 2000/2031. The Taxpayer)
Вперше з'явився в «Марсіанських хроніках».
Безіменний американець правдами й неправдами намагається пробратися в ракету, яка відлітає на Марс, мотивуючи свої домагання своєю законослухняністю, позитивними характеристиками, а, головне, вчасно сплаченими податками, за рахунок яких ведеться освоєння Марса.

### Квітень 2000. Третя експедиція
(April 2000/2031. The Third Expedition)
Вперше опубліковано під назвою «Mars is Heaven!» у журналі Planet Stories, осінь 1948.

### Червень 2001. «Не плеснуть весла в синій тиші…»
(June 2001/2032. —And the Moon Be Still as Bright)
Вперше опубліковано в журналі Thrilling Wonder Stories, червень 1948.
На Марс прибуває четверта експедиція, завданням якої є, крім колонізації, встановлення причин загибелі попередніх космонавтів. Один зі вчених, Спендер, спостерігаючи поведінку своїх колег, починає здогадуватися, що трапилося з іншими космонавтами, а головне, що сталося з марсіанською цивілізацією внаслідок контакту з землянами. Коли один із космонавтів, Біггс, починає недбало ставитися до нового місця проживання, проявляючи людські вади, Спендер без дозволу залишає експедицію, щоб досліджувати марсіанські поселення. Він швидко вчиться читати марсіанські рукописи і знаходить особисте духовне втілення в марсіанській філософії, релігії, мистецтві та культурі. Спендер повертається в табір експедиції, оголошує себе «останнім марсіанином» і вбиває шістьох членів екіпажу, першим з яких став Біггс. Капітан Вайлдер змушений почати на нього полювання.

### Серпень 2001. Поселенці
(August 2001/2032. The Settlers)
Вперше опубліковано в «Марсіанських хроніках».

### Грудень 2001. Зелений ранок
(December 2001/2032. The Green Morning)
Вперше опубліковано в «Марсіанських хроніках».

### Лютий 2002. Сарана
(February 2002/2033. The Locusts)
Вперше опубліковано в «Марсіанських хроніках».

### Серпень 2002. Нічна зустріч
(August 2002/2033. Night Meeting)
Вперше опубліковано в «Марсіанських хроніках».

### Жовтень 2002. Берег
(October 2002/2033. The Shore)
Вперше опубліковано в «Марсіанських хроніках».

### Листопад 2002. Вогненні кулі
(November 2002/2033. The Fire Balloons)
Вперше опубліковано під назвою «… In This Sign» у журналі Imagination, Квітень 1951.

### Лютий 2003. Інтермедія
(February 2003/2034. Interim)
Вперше опубліковано в журналі Weird Tales, липень 1947.

### Квітень 2003. Музики
(April 2003/2034. The Musicians)
Вперше опубліковано в «Марсіанських хроніках».
Діти земних колоністів розважаються, використовуючи знайдені в покинутих містах скелети марсіан як музичні інструменти.

### Травень 2003. Пустеля
(May 2003/2034. The Wilderness)
Вперше опубліковано в журналі The Magazine of Fantasy and Science Fiction, листопад 1952.

### Червень 2003. Дорогою вгору, в височінь
(June 2003/2034. Way in the Middle of the Air)
Вперше опубліковано в журналі Other Worlds, липень 1950.
Чорношкірі жителі землі масово емігрують на Марс. Власник залізного магазину Тіз, не бажаючи миритися з цим, відчайдушно намагається утримати на землі хоча б свого працівника Сіллі. (Долю чорношкірих описано в оповіданні «Око за око?», що не входить у цикл).

### 2004—2005. Як давали назви
(2004—05/2035—36. The Naming of Names)
Вперше опубліковано в «Марсіанських хроніках». Не слід плутати з однойменним оповіданням «The Naming of Names», вперше опублікованим у журналі Thrilling Wonder Stories, серпень 1949, і згодом перейменованим на «Dark They Were, and Golden Eyed» («Були вони смагляві й золотоокі»).
Опинившись на Марсі, колоністи-земляни масово перейменовують марсіанські географічні об'єкти: гори, річки тощо.

### Квітень 2005. Ашер II
(April 2005/2036. Usher II)
Вперше опубліковано під назвою «Carnival of Madness» у журналі Thrilling Wonder Stories, квітень 1950.
Стендаль і його компаньйон Пайкс будують на Марсі справжній будинок Ашерів, де планують реконструювати події творів Едгара Аллана По («Вбивства на вулиці Морг», «Колодязь і маятник» тощо). Але, перш ніж будинок відкриє свої двері для гостей, туди прибуває цензурний чиновник Гаррет, який явно не в захваті від планів Стендаля і його захоплення забороненими на Землі книгами.

### Серпень 2005. Старики
(August 2005/2036. The Old Ones)
Вперше опубліковано в «Марсіанських хроніках».

### Вересень 2005. Марсіанин
(September 2005/2036. The Martian)
Вперше опубліковано в журналі Super Science Stories, листопад 1949.
Літнє подружжя, переїхавши на Марс, одного разу зустрічають там свого сина, колись загиблого на Землі.

### Листопад 2005. Крамниця дорожніх речей
(November 2005/2036. The Luggage Store)
Вперше опубліковано в «Марсіанських хроніках».

### Листопад 2005. Мертвий сезон
(November 2005/2036. The Off Season)
Вперше опубліковано в журналі Thrilling Wonder Stories, грудень 1948.
Сем Паркгілл, колишній космонавт, учасник четвертої експедиції, відкрив сосискову, але справи йдуть погано через початок війни. Крім того, його почали переслідувати примари з минулого.

### Листопад 2005. Спостерігачі
(November 2005/2036. The Watchers)
Вперше опубліковано в «Марсіанських хроніках».

### Грудень 2005. Мовчазні міста
(December 2005/2036. The Silent Towns)
Вперше опубліковано в Charm, березень 1949.
Волтер Гріпп, один з небагатьох, що залишилися на Марсі, розважається в покинутому місті-колонії. Незабаром він починає відчувати самотність і шукати інших людей. І ось одного разу, навмання набравши телефонний номер, він зв'язався зі ще однією з тих, що залишилися, — жінкою на ім'я Женев'єва. На радощах він зразу ж вирушив до неї в інше місто, очікуючи на зустріч із принцесою, але…

### Квітень 2026. Довгі роки
(April 2026/2057. The Long Years )
Вперше опубліковано під назвою «Dwellers in Silence» у журналі Maclean's, 15 вересня 1948.
Доктор Гетевей разом зі своєю сім'єю залишився на Марсі, коли всі полетіли. Через довгі роки його старі товариші, повертаючись із далекої експедиції, здійснюють посадку на Марсі недалеко від його будинку. Космонавти летять на землю і хочуть забрати Гетевея і його сім'ю з собою, але тут один з них починає підозрювати, що з сім'єю доктора щось не так.

### Серпень 2026.Дощі випадають
(August 4, 2026/2057. There Will Come Soft Rains)
Вперше опубліковано в журналі Collier's, 6 травня 1950.
Атомна бійня на землі пройшла. Живих людей не залишилося, тільки кібернетичні механізми в одному з будинків продовжують свою роботу, служачи своїм давно загиблим господарям.

### Жовтень 2026. Пікнік, що триватиме мільйон років
(October 2026/2057. The Million-Year Picnic)
Вперше опубліковано в журналі Planet Stories, осінь 1946.

## Історія створення
Ідея створення «марсіанського» циклу виникла в письменника ще в дитинстві. Як згадував сам Бредбері в одному зі своїх інтерв'ю: «У дванадцять років я не міг дозволити собі купити продовження „Марсіанського воїна“ Едгара Барроуза, адже ми були бідною родиною… і тоді написав свою власну версію».

В неопублікованому есе «Як я писав свою книгу», датованому 17 жовтня 1950 року Рей Бредбері писав: 
|  | Спочатку я подумав про ті риси, які додадуть схожості підкоренню Марса з підкоренням Дикого Заходу. Від раннього дитинства я вбирав історії про різноманітні пригоди на Дикому Заході, які розповідали мені батько і дід. Події деяких із них відбувалися ще на початку століття, коли цей край був значно більш порожнім, покинутим і самотнім. В душі я знав, що реальний Марс буде тим новим горизонтом, у який Біллі Бак, герой оповідань Стейнбека, задумливо вдивлявся, стоячи на узбережжі Тихого океану: велике „Підкорення Заходу“ закінчилось і перспективи дивовижних пригод почали невблаганно розсіюватися». |

1949 року Рей Бредбері, який вже писав, але ще не мав визнання, вирушив у Нью-Йорк. У великому місті він довго безуспішно «бігав по редакціях», пропонуючи всім свої короткі науково-фантастичні оповідання. Дослідник Л. Бутяков невдачу Бредбері пояснює тим, що його проза не відповідала «літературній моді»: «Оповідання в ті роки не мали популярності, публіка хотіла коміксів і романів „з продовженням“». Долю письменника вирішило знайомство з його однофамільцем — досвідченим редактором видавничої фірми «Doubleday» Волтером Бредбері, який вловив тематичну спільність в більшості оповідань про «Червону планету» (вони мали стати кістяком нової збірки) і запропонував автору аранжувати їх у якусь подобу романного оповідання, основним об'єктом якого став би таємничий і недосяжний для сучасного людства Марс. Рей Бредбері вирішив скористатись порадою, об'єднавши «марсіанські оповідання» в один твір. Він придумав нові назви, що дозволяють читачам вважати новели главами роману, ввів хронологію подій і назвав все це — «Марсіанські хроніки». Через рік твір опублікували і він приніс Бредбері спочатку національну, а потім і світову популярність.

## Історія публікації
Книга з такою назвою вперше була опублікована у твердій обкладинці в США у 1950 році видавництвом «Doubleday & Company, Inc». Це був передрук багатьох раніше опублікованих розділів, які помістили в одну книгу.
Книга вперше була опублікована у Великій Британії за назвою «Срібна сарана» (1951) з дещо іншим змістом.
У деяких виданнях додано історію «Вогняні кулі», а «Ашер II» забрано. В іспаномовній версії на початку книги додано пролог Хорхе Луїса Борхеса.
В 1963 році книга була опублікована з вступом Фреда Гойлі та стала частиною програми «Time Reading Program».
В 1979 році «Bantam Books» опублікувало книгу в м'якій обкладинці з ілюстраціями Яна Міллера.

## Спірні моменти

### Жанрова приналежність
Сам Бредбері не без гумору назвав «Марсіанські хроніки» «ненавмисним романом» («an accidental novel»). Відомі також авторські визначення" «троюрідний брат роману» і «збірка оповідань, яка вдає, що вона — роман».
Проте, визначення жанру твору як «роман» не раз викликало суперечки серед літературознавців. Очевидно, джерелом цих суперечок є «штучна» природа створення «Хронік».

### Сюжетні невідповідності
Більшість дослідників відзначають художню «неоднорідність» роману: Марс Бредбері «то живий, то безнадійно мертвий, знаменитими його каналами або дзюрчить цілюща вода, або сухо скрипить горючий пісок». З одного боку, певні сюжетні невідповідності в романі є, і все ж таки не можна говорити про те, що новели ніщо не поєднує. «Хроніки» пов'язує спільна тема — всі вони розповідають про завоювання та колонізацію планети Марс. Крім тематики слід враховувати ідейний зміст твору, який також об'єднує новели в єдине ціле.
|  | «Окремі, слабко пов'язані між собою новели розповідають про етапи освоєння людиною Марса». Так часто пишуть у видавничих анотаціях. Це і так, і не так. Хроніки глухо перегукуються між собою, часом суперечать одна одній, плетучи гротескний візерунок чарівної і страшної краси. <…> Його [Бредбері] Марс — не стільки найближча до нас планета Сонячної системи, скільки глибоко символічний випробувальний полігон. Все, що хвилює письменника на Землі, він переносить на Марс, в ідеальні, вільні від будь-яких перешкод умови. Він піддає дослідженню людську нетерпимість та людську завзятість, ненависть і самопожертву, благородство та тупість. І, залежно від поставленого завдання, він змінює не лише марсіанські декорації, але й свої белетристичні засоби. Блискучий винахідливий діапазон! Від прозоро-радісної, як перший, клейкий листочок, що просвічує в ранковому сонці, хроніки «Зелений ранок» до жахливої і нещадної «Третьої експедиції».Оригінальний текст (рос.) «Отдельные, слабо связанные между собой новеллы повествуют об этапах освоения человеком Марса». Так часто пишут в издательских аннотациях. Это и верно, и не верно. Хроники глухо перекликаются между собой, порой противоречат друг другу, плетя гротескный узор пленительной и страшной красоты. <…> Его [Брэдбери] Марс — не столько ближайшая к нам планета Солнечной системы, сколько глубоко символический испытательный полигон. Всё, что волнует писателя на Земле, он переносит на Марс, в идеальные, свободные от всяких осложняющих помех условия. Он подвергает исследованию человеческую нетерпимость и человеческое упорство, ненависть и самопожертвование, благородство и тупость. И в зависимости от поставленной задачи он меняет не только марсианские декорации, но и свои беллетристические средства. Блистательный изобретательный диапазон! От прозрачно-радостной, как первый, просвечивающий в утреннем солнце клейкий листочек, хроники «Зелёное утро» до жуткой и беспощадной «Третьей экспедиции». |

На захист оригінальної форми «Марсіанських хронік» виступають інші дослідники, зазначаючи, що сюжетна неоднорідність твору дозволяє автору вільно звертатися до різноманітних тем, що хвилюють його та його сучасників:
|  | Умовна форма хронік не зв'язує фантазії автора (як і останні наукові дані про Марс), який веде поетичну оповідь про зіткнення двох культур, що почалося зі ксенофобії та взаємного нерозуміння; про трагічну загибель мешканців Марса внаслідок занесеної землянами епідемії; про «першопрохідницьку» діяльність не обтяжених повагою до чужої культури американців; про загибель внаслідок ядерної війни залишеної ними на Землі цивілізації; про новий старт цієї цивілізації на спорожнілій планеті-сусідці.Оригінальний текст (рос.) Условная форма хроник никак не связывает фантазию автора (как и последние научные данные о Марсе), ведущего поэтический рассказ о столкновении двух культур, начавшемся с ксенофобии и взаимного непонимания; о трагической гибели обитателей Марса в результате занесённой землянами эпидемии; о «первопроходческой» деятельности не обременённых уважением к чужой культуре американцев; о гибели в результате ядерной войны оставленной ими на Земле цивилизации; о новом старте этой цивилизации на опустевшей планете-соседке. |

## Адаптації

### Театр
Вперше постановка за книгою була поставлена в Крікетському театрі (The Ritz) в Міннеаполісі в 1976 році. Музичну версію розробили вже в Нью-Йорку в 2017 році.

### Кіно
MGM купили права на кіно адаптацію в 1960 році, проте знімання фільму так і не почали.
В 1988 році студія «Вірменфільм» у Вірменській Соціалістичній Радянській Республіці випустила фільм «13-й апостол», який був оснований на книзі «Марсіанські хроніки». Фільм зрежисований вірменським актором та сценаристом Суреном Бабаяном.

### Телебачення
У 1979 році NBC разом з BBC випустили трисерійний мінісеріал «Марсіанські хроніки», який загалом має хронометраж в 4 години. Сценарій написав Річард Матесон, а режисером став Майкл Андерсон. Рок Хадсон знявся у ролі Уайлдера, Даррен Макгавін у ролі Паркхілла, Бернадетт Пітерс у ролі Женевієва Сельсора, Берні Кейсі у ролі Джеффі Спендера, Родді МакДауолл у ролі батька Стоуна, а Баррі Морз у ролі Хетхавея. Бредбері описав мінісеріал як «просто нудний».

### Телевізійні адаптації окремих розділів
Серіал кабельного телебачення «Театр Рея Бредбері» адаптував окремі оповідання «Марсіанських хронік», зокрема «Марс — це небо», «Земляни», «І Місяць все ще буде яскравим», «Ашер II», «Марсіанець», «Мовчазні міста» та «Довгі роки». Відеореліз серіалу включав також випуск VHS касет за назвою «Хроніки Рея Бредбері: Марсіанські епізоди» в деяких випадках з трьома серіями, а в інших — з п'ятьма.

### Радіо
Перша радіоадаптація «Марсіанських хронік» відбулася на популярній на той час радіопрограмі «Dimension X». Скорочена версія роману містила такі історії як: «Ракетне літо», «Ілла», «а Місяць все ще буде яскравим», «Поселенці», «Саранча», «Берег», «Мертвий сезон», «Дощі випадають», і «Пікнік що триватиме мільйон років».

## Відзнаки
Найавторитетнішим шотландським критиком-фантастикознавцем Дейвідом Прінґлом книгу включено до переліку 100 найкращих англомовних науково-фантастичних романів за період з 1949 по 1984 рік.

## Видання українською

Видання 1988 року. Видавництво «Дніпро»

Повість окремою книжкою вперше була перекладена українською Олександром Терехом у видавництві Молодь у 1963 році як «Марсіанська хроніка», і потім повторно перевидавалися під назвою «Марсіанські хроніки» київським видавництвом «Дніпро» в 1988 році, та тернопільським видавництвом «Навчальна книга — Богдан» в у 2011 та 2015 роках.
- (уривки) Рей Бредбері. «Марсіанська хроніка». Переклад з англійської: Олександр Терех. Київ: Журнал «Всесвіт». 1962 р. № 5,6
- Рей Бредбері. «Марсіанська хроніка». Переклад з англійської: Олександр Терех; ілюстрації: В. М. Ігнатов. Київ: «Молодь». 1963. 212 стор. (серія «Пригоди. Подорожі. Наукова фантастика»)
- Рей Бредбері. Збірка «Марсіанські хроніки» (Повісті. Оповідання). Переклад з англійської: Олександр Терех, Володимир Митрофанов, Євген Крижевич. Київ: Дніпро. 1988. 590 стор: 325—535 стор. ISBN 5-308-00247-9
  - Марсіанські хроніки (повість)
  - 451 за Фаренгейтом (повість)
  - Кульбабове вино (повість)
  - Друг Ніколаса Ніклбі — мій друг (оповідання)
  - Одної неминущої весни (оповідання)
  - Винятково досконале вбивство (оповідання)
- Рей Бредбері. «Марсіанські хроніки». Переклад з англійської: Олександр Терех. Тернопіль: «Навчальна книга — Богдан». 2011. 296 стор. ISBN 978-966-10-1265-2 (серія «Горизонти фантастики»)
- Рей Бредбері. «Марсіанські хроніки». Переклад з англійської: Олександр Терех; ілюстрації: Володимир Пінігін. Тернопіль: «Навчальна книга — Богдан». 2015. 192 стор. ISBN 978-966-10-4273-4 (серія «Чумацький шлях»)
- Рей Бредбері. «Марсіанські хроніки». Переклад з англійської: Олександр Терех. Тернопіль: «Навчальна книга — Богдан». 2015. 392 стор. ISBN 978-966-10-3629-0 (серія «Маєстат слова»)